# Vienna Vikings 2022
Questa voce raccoglie le informazioni riguardanti i Vienna Vikings nelle competizioni ufficiali della stagione 2022.

## Maschile

### Seconda squadra

#### Austrian Football League 2022

##### Stagione regolare
| Znojmo 2 aprile 2022, ore 15:00 2ª giornata | Znojmo Knights | 14 – 43 (0-0 0-3 14-27 0-13) referto | Vienna Vikings | Městský stadion |

| Innsbruck 9 aprile 2022, ore 16:00 3ª giornata | Tirol Raiders | 63 – 70 (21-21 21-21 7-14 14-14) referto | Vienna Vikings | Tivoli-Neu Stadion |

| Vienna 30 aprile 2022, ore 18:00 5ª giornata | Vienna Vikings | 14 – 13 (7-0 0-13 0-0 7-0) referto | Salzburg Ducks | Footballzentrum Ravelin (1500 spett.) |

| Telfs 7 maggio 2022, ore 18:00 6ª giornata | Telfs Patriots | 49 – 42 (14-14 0-7 21-14 14-7) referto | Vienna Vikings | Sportzentrum Telfs |

| Vienna 14 maggio 2022, ore 18:00 7ª giornata | Vienna Vikings | 21 – 0 (7-0 7-0 0-0 7-0) referto | Prague Black Panthers | Footballzentrum Ravelin |

| Graz 29 maggio 2022, ore 14:00 8ª giornata | Graz Giants | 27 – 24 (0-10 13-7 0-7 14-0) referto | Vienna Vikings | Stadion Eggenberg |

| Vienna 3 giugno 2022, ore 18:00 9ª giornata | Vienna Vikings | 34 – 29 (7-3 14-20 6-0 7-6) referto | AFC Rangers Mödling | Footballzentrum Ravelin |

| Vienna 18 giugno 2022, ore 18:00 10ª giornata | Vienna Vikings | 41 – 36 (13-3 7-14 7-13 14-6) referto | Traun Steelsharks | Footballzentrum Ravelin (1500 spett.) |

| Vienna 25 giugno 2022, ore 16:00 11ª giornata | Danube Dragons | 57 – 42 (12-14 24-6 14-8 7-14) referto | Vienna Vikings | Sportplatz Donaufeld (500 spett.) |

| Vienna 2 luglio 2022, ore 18:00 12ª giornata | Vienna Vikings | 69 – 25 (20-7 21-10 14-0 14-8) referto | Tirol Raiders | Footballzentrum Ravelin (1000 spett.) |

##### Playoff
| Praga 16 luglio 2022, ore 15:00 Semifinale | Prague Black Panthers | 44 – 50 (14-21 6-7 21-8 3-14) referto | Vienna Vikings | Stadion SK Prosek |

| Sankt Pölten 30 luglio 2022, ore 19:00 Austrian Bowl | Danube Dragons | 51 – 29 (3-7 21-7 0-7 27-8) referto | Vienna Vikings | NV Arena (4120 spett.) |
| Heidinger 6':03" Q1 ( FG ) 25yd Nacita 11':34" Q2 ( TD ) 3yd run Heidinger Q2 ( pat ) Nacita 10':21" Q2 ( TD ) 5yd run Heidinger Q2 ( pat ) Nacita 0':53" Q2 ( TD ) 13yd pass from Jeffries Heidinger Q2 ( pat ) Nacita 11':53" Q4 ( TD ) 14yd pass from Jeffries Jeffries 7':15" Q4 ( TD ) 19yd run Heidinger Q4 ( pat ) Schachner 6':44" Q4 ( TD ) 15yd interception return Heidinger Q4 ( pat ) Nacita 2':38" Q4 ( TD ) 1yd run Heidinger Q4 ( pat ) Marcatori Martin 2':15" Q1 ( TD ) 50yd pass from N. Hrouda Voznyak Q1 ( pat ) Jordan 7':53" Q2 ( TD ) 33yd pass from N. Hrouda Voznyak Q1 ( pat ) Wappl 5':18" Q3 ( TD ) 7yd pass from N. Hrouda Voznyak Q3 ( pat ) Jordan 5':29" Q4 ( TD ) 51yd pass from N. Hrouda Martin Q4 ( tpc ) pass from N. Hrouda |                | |                |                        |
| |                | |                |                        |
| Heidinger 6':03" Q1 (FG) 25yd Nacita 11':34" Q2 (TD) 3yd run Heidinger Q2 (pat) Nacita 10':21" Q2 (TD) 5yd run Heidinger Q2 (pat) Nacita 0':53" Q2 (TD) 13yd pass from Jeffries Heidinger Q2 (pat) Nacita 11':53" Q4 (TD) 14yd pass from Jeffries 7':15" Q4 (TD) 19yd run Heidinger Q4 (pat) Schachner 6':44" Q4 (TD) 15yd interception return Heidinger Q4 (pat) Nacita 2':38" Q4 (TD) 1yd run Heidinger Q4 (pat) | Marcatori      | Martin 2':15" Q1 (TD) 50yd pass from N. Hrouda Voznyak Q1 (pat) Jordan 7':53" Q2 (TD) 33yd pass from N. Hrouda Voznyak Q1 (pat) Wappl 5':18" Q3 (TD) 7yd pass from N. Hrouda Voznyak Q3 (pat) Jordan 5':29" Q4 (TD) 51yd pass from N. Hrouda Martin Q4 (tpc) pass from N. Hrouda |                |                        |

#### Statistiche di squadra
| Competizione      | %Vittorie | In casa | In casa | In casa | In casa | In casa | In casa | In trasferta | In trasferta | In trasferta | In trasferta | In trasferta | In trasferta | Totale | Totale | Totale | Totale | Totale | Totale |
| Competizione      | %Vittorie | G       | V       | N       | P       | Pf      | Ps      | G            | V            | N            | P            | Pf           | Ps           | G      | V      | N      | P      | Pf     | Ps     |
| ----------------- | --------- | ------- | ------- | ------- | ------- | ------- | ------- | ------------ | ------------ | ------------ | ------------ | ------------ | ------------ | ------ | ------ | ------ | ------ | ------ | ------ |
| Stagione regolare | .700      | 5       | 5       | 0       | 0       | 179     | 103     | 5            | 2            | 0            | 3            | 221          | 210          | 10     | 7      | 0      | 3      | 400    | 313    |
| Playoff           | .500      | 0       | 0       | 0       | 0       | 0       | 0       | 2            | 1            | 0            | 1            | 79           | 95           | 2      | 1      | 0      | 1      | 79     | 95     |
| Totale            | .667      | 5       | 5       | 0       | 0       | 179     | 103     | 7            | 3            | 0            | 4            | 300          | 305          | 12     | 8      | 0      | 4      | 479    | 408    |

#### Statistiche personali

##### Marcatori
| Giocatore           | Ruolo | TD rush | TD recv | TD int | TD p.ret | TD k.ret | TD oth | Xp1  | Xp2 | FG  | Saf | Totale |
| ------------------- | ----- | ------- | ------- | ------ | -------- | -------- | ------ | ---- | --- | --- | --- | ------ |
| Jordan              |       | 23+2    | 2+3     | 0+0    | 0+0      | 0+0      | 0+0    | 0+0  | 0+0 | 0+0 | 0+0 | 180    |
| Wappl               |       | 0+0     | 4+3     | 0+0    | 0+0      | 0+0      | 0+0    | 16+0 | 1+0 | 1+0 | 0+0 | 63     |
| Eder                |       | 0+0     | 7+1     | 0+0    | 0+0      | 0+0      | 0+0    | 0+0  | 0+1 | 0+0 | 0+0 | 50     |
| Voznyak             |       | 0+0     | 0+0     | 0+0    | 0+0      | 0+0      | 0+0    | 32+6 | 0+0 | 1+0 | 0+0 | 41     |
| Martin jr.          |       | 0+0     | 4+1     | 1+0    | 0+0      | 0+0      | 0+0    | 0+0  | 0+2 | 0+0 | 0+0 | 40     |
| Brunner             |       | 0+0     | 5+0     | 0+0    | 0+0      | 0+0      | 0+0    | 0+0  | 0+0 | 0+0 | 0+0 | 30     |
| Wojta               |       | 4+0     | 0+0     | 0+0    | 0+0      | 1+0      | 0+0    | 0+0  | 0+0 | 0+0 | 0+0 | 30     |
| N. Hrouda           |       | 1+1     | 0+0     | 0+0    | 0+0      | 0+0      | 0+0    | 0+0  | 0+0 | 0+0 | 0+0 | 12     |
| Schwam              |       | 0+0     | 2+0     | 0+0    | 0+0      | 0+0      | 0+0    | 0+0  | 0+0 | 0+0 | 0+0 | 12     |
| Čepyžov             |       | 0+0     | 1+0     | 0+0    | 0+0      | 0+0      | 0+0    | 0+0  | 0+0 | 0+0 | 0+0 | 6      |
| Holub               |       | 0+0     | 1+0     | 0+0    | 0+0      | 0+0      | 0+0    | 0+0  | 0+0 | 0+0 | 0+0 | 6      |
| Tillich             |       | 1+0     | 0+0     | 0+0    | 0+0      | 0+0      | 0+0    | 0+0  | 0+0 | 0+0 | 0+0 | 6      |
| Gazibaric-Grganovic |       | 0+0     | 0+0     | 0+0    | 0+0      | 0+0      | 0+0    | 2+0  | 0+0 | 0+0 | 0+0 | 2      |

##### Passer rating
| Giocatore | G    | Att    | Comp   | Int | Yds      | TD   | NFL    | NCAA   |
| --------- | ---- | ------ | ------ | --- | -------- | ---- | ------ | ------ |
| N. Hrouda | 10+2 | 224+70 | 141+44 | 8+4 | 1880+655 | 23+9 | 109,72 | 163,11 |
| Hegedús   | 1+0  | 5+0    | 5+0    | 0+0 | 80+0     | 1+0  |        |        |
| Jordan    | 2+0  | 2+0    | 2+0    | 0+0 | 136+0    | 2+0  |        |        |
| Brunner   | 1+0  | 1+0    | 1+0    | 0+0 | 13+0     | 0+0  |        |        |
| Eder      | 1+0  | 1+0    | 1+0    | 0+0 | 0+0      | 0+0  |        |        |

### Terza squadra

#### AFL - Division III 2022

##### Stagione regolare
| Vienna 10 aprile 2022, ore 16:00 2ª giornata | Vikings Division Team | 32 – 14 (0-7 7-0 18-0 7-7) referto | Black Valley Wild | Sportzentrum Ravelin |

| 16 aprile 2022, ore 15:00 3ª giornata | Styrian Panthers | 0 – 35 (a tavolino) referto | Vikings Division Team |  |

| Klosterneuburg 30 aprile 2022, ore 16:00 4ª giornata | Klosterneuburg Broncos | 27 – 6 (7-0 0-0 7-0 13-6) referto | Vikings Division Team | Broncos Field |

| Vienna 7 maggio 2022, ore 16:00 5ª giornata | Vikings Division Team | 5 – 27 (2-7 0-13 3-0 0-7) referto | Ebenfurth Mustangs | Sportzentrum Ravelin |

| Vienna 21 maggio 2022, ore 17:00 6ª giornata | Vikings Division Team | 40 – 7 (14-0 13-7 6-0 7-0) referto | Klosterneuburg Broncos | Sportzentrum Ravelin |

| Ebenfurth 28 maggio 2022, ore 15:00 7ª giornata | Ebenfurth Mustangs | 33 – 32 | Vikings Division Team | Mustangs Ranch |

| Vienna 11 giugno 2022, ore 18:00 8ª giornata | Vikings Division Team | 35 – 0 (a tavolino) referto | Styrian Panthers | Sportzentrum Ravelin |

| Gloggnitz 19 giugno 2022, ore 15:00 9ª giornata | Black Valley Wild | 21 – 14 (21-7 0-7 0-0 0-0) referto | Vikings Division Team | ASK Payerbach-Schlöglmühl |

#### Statistiche di squadra
| Competizione | %Vittorie | In casa | In casa | In casa | In casa | In casa | In casa | In trasferta | In trasferta | In trasferta | In trasferta | In trasferta | In trasferta | Totale | Totale | Totale | Totale | Totale | Totale |
| Competizione | %Vittorie | G       | V       | N       | P       | Pf      | Ps      | G            | V            | N            | P            | Pf           | Ps           | G      | V      | N      | P      | Pf     | Ps     |
| ------------ | --------- | ------- | ------- | ------- | ------- | ------- | ------- | ------------ | ------------ | ------------ | ------------ | ------------ | ------------ | ------ | ------ | ------ | ------ | ------ | ------ |
| Campionato   | .500      | 4       | 3       | 0       | 1       | 112     | 48      | 4            | 1            | 0            | 3            | 87           | 81           | 8      | 4      | 0      | 4      | 199    | 129    |
| Totale       | .500      | 4       | 3       | 0       | 1       | 112     | 48      | 4            | 1            | 0            | 3            | 87           | 81           | 8      | 4      | 0      | 4      | 199    | 129    |